# 포스포엔올피루브산 카복시키네이스
포스포엔올피루브산 카복시키네이스(영어: phosphoenolpyruvate carboxykinase, PEPCK) (EC 4.1.1.32)는 포도당신생합성 경로에 사용되는 분해효소 계열의 효소이다. 포스포엔올피루브산 카복시키네이스는 옥살로아세트산을 포스포엔올피루브산과 이산화 탄소로 전환시킨다.
포스포엔올피루브산 카복시키네이스는 세포질에 존재하는 형태와 미토콘드리아에 존재하는 형태의 두 가지 형태가 존재한다.

## 구조
사람에는 포스포엔올피루브산 카복시키네이스의 두 가지 동질형태인 63.4%의 서열 상동성을 갖는 세포질 형태(스위스프롯 P35558) 및 미토콘드리아 동형체(스위스프롯 Q16822)가 존재한다. 세포질 형태는 포도당신생합성에서 중요하다. 그러나 특정 막 수송 단백질을 사용하여 미토콘드리아로부터 세포질로 포스포엔올피루브산을 이동시키는 수송 메커니즘이 알려져 있다. 미토콘드리아 내막을 가로지르는 포스포엔올피루브산의 수송은 미토콘드리아 트라이카복실산 수송 단백질과 적은 범위에서 아데닌 뉴클레오타이드 수송체를 포함한다. 포스포엔올피루브산/피루브산 수송체의 가능성도 제시되었다.
포스포엔올피루브산 카복시키네이스의 X선 결정 구조는 포스포엔올피루브산 카복시키네이스의 구조와 활성 메커니즘에 대한 통찰력을 제공한다. Mn2+, Mn2+-포스포엔올피루브산(PEP) 및 Mn2+-GDP와 복합체를 형성한 닭의 간의 포스포엔올피루브산 카복시키네이스의 미토콘드리아 동형체는 이 효소의 구조와 이 효소가 반응을 어떻게 촉매하는지에 대한 정보를 제공한다. 델바에르(Delbaere) 등은 2004년에 대장균의 포스포엔올피루브산 카복시키네이스를 분석하고 C-말단 도메인과 N-말단 도메인 사이에 있는 활성 부위를 발견했다. 활성 부위는 이러한 도메인의 회전시 닫히는 것으로 관찰되었다.
포스포릴기는 포스포엔올피루브산 카복시키네이스의 작용 동안 전달되며, 이는 ATP가 포스포엔올피루브산 카복시키네이스에 결합될 때 포스포릴기의 겹침형 입체형태에 의해 촉진될 수 있다.
겹침형 입체형태는 높은 에너지를 가지고 있기 때문에 포스포릴기의 전이는 활성화 에너지를 감소시키며, 이는 작용기가 더 쉽게 전이된다는 것을 의미한다. 이러한 전이는 SN2 변위와 유사한 메커니즘을 통해 일어난다.

### 다른 생물종에서
포스포엔올피루브산 카복시키네이스 유전자의 전사는 많은 생물종에서 일어나며, 포스포엔올피루브산 카복시키네이스의 아미노산 서열은 각 생물종마다 다르다.
예를 들어, 포스포엔올피루브산 카복시키네이스의 구조와 특이성은 사람, 대장균 및 기생충인 크루스파동편모충(Trypanosoma cruzi)에서 다르다.

## 메커니즘
포스포엔올피루브산 카복시키네이스는 옥살로아세트산을 포스포엔올피루브산과 이산화 탄소로 전환시킨다.

옥살로아세트산
포스포엔올피루브산

포스포엔올피루브산 카복시키네이스는 해당과정과 시트르산 회로의 접합 지점에서 작용하며 C4 분자의 탈카복실화를 일으켜 C3 분자를 생성한다. 포도당신생합성의 첫 번째 개입단계로 포스포엔올피루브산 카복시키네이스는 GTP가 존재할 때 옥살로아세트산을 탈카복실화하고 인산화하여 포스포엔올피루브산으로 전환시킨다. 반응에서 인산기가 전달되면 GDP 분자가 생성된다. 고초균(Bacillus subtilis)의 돌연변이에서 일반적으로 포스포엔올피루브산을 피루브산으로 전환하는 반응을 촉매하는 효소인 피루브산 키네이스가 녹아웃되면 포스포엔올피루브산 카복시키네이스는 보충대사 반응에 참여해 정상 기능의 역방향으로 작용하여 포스포엔올피루브산을 옥살로아세트산으로 전환시킨다. 이 반응은 가능하지만 반응속도론적으로 너무 불리하여 돌연변이체가 매우 느린 속도로 성장하거나 전혀 성장하지 않는다.

## 기능

### 포도당신생합성
세포질의 포스포엔올피루브산 카복시키네이스(PEPCK-C)는 포도당이 합성되는 과정인 포도당신생합성의 비가역적인 단계를 촉매한다. 따라서 이 효소는 세포질의 포스포엔올피루브산 카복시키네이스의 과발현의 결과로 제2형 당뇨병에 걸린 실험용 쥐에 의해 입증된 바와 같이 포도당 항상성에 필수적인 것으로 간주되었다.
세포질의 포스포엔올피루브산 카복시키네이스가 포도당신생합성에서 수행하는 역할은 시트르산 회로에 의해 매개될 수 있으며, 그 활성은 세포질의 포스포엔올피루브산 카복시키네이스의 풍부도와 직접적으로 관련이 있는 것으로 밝혀졌다.
이전 연구에서 제안된 바와 같이 세포질의 포스포엔올피루브산 카복시키네이스의 단독 수준은 쥐의 간에서 포도당신생합성과 높은 상관관계가 없었다. 쥐의 간은 거의 전적으로 세포질의 포스포엔올피루브산 카복시키네이스(PEPCK-C)를 발현시키지만 사람에서는 동질효소인 미토콘드리아의 포스포엔올피루브산 카복시키네이스(PEPCK-M)를 동등하게 발현시킨다. 미토콘드리아의 포스포엔올피루브산 카복시키네이스는 그 자체로 포도당신생합성의 가능성을 가지고 있다. 따라서 포도당신생합성에서 세포질의 포스포엔올피루브산 카복시키네이스와 미토콘드리아의 포스포엔올피루브산 카복시키네이스의 역할은 이전에 생각했던 것보다 더 복잡하고 더 많은 요인들을 포함할 수 있다.

### 동물
동물에서 포스포엔올피루브산 카복시키네이스가 촉매하는 단계는 세포가 대사 전구체로부터 포도당을 합성하는 과정인 포도당신생합성의 속도 조절 단계이다. 혈당 수준은 부분적으로 포스포엔올피루브산 카복시키네이스 유전자 발현의 정확한 조절로 인해 잘 정의된 한계 내에서 유지된다. 포도당 항상성에서 포스포엔올피루브산 카복시키네이스의 중요성이 강조되는 데 쥐에서 이 효소의 과발현은 사람에서 가장 흔한 형태의 당뇨병인 제2형 당뇨병의 증상을 초래한다. 혈당 항상성의 중요성으로 인해 많은 호르몬들이 간에서 포도당 합성의 속도를 조절하는 유전자의 세트(포스포엔올피루브산 카복시키네이스 포함)를 조절한다.
세포질의 포스포엔올피루브산 카복시키네이스는 두 가지 다른 호르몬 메커니즘에 의해 조절된다. 세포질의 포스포엔올피루브산 카복시키네이스의 활성은 부신 겉질에서 코르티솔과 이자의 α 세포에서 글루카곤이 모두 분비될 때 증가한다. 글루카곤은 간에서 cAMP의 수준(아데닐산 고리화효소의 활성화를 통해)을 증가시켜 세포질의 포스포엔올피루브산 카복시키네이스의 발현을 간접적으로 증가시키며 결과적으로 cAMP 반응요소 결합 단백질(CREB)의 β 시트에서 S133의 인산화를 유도한다. 그런 다음 cAMP 반응요소 결합 단백질(CREB)은 cAMP 반응요소(CRE)에서 세포질의 포스포엔올피루브산 카복시키네이스(PEPCK-C) 유전자의 상류에 결합하고 PEPCK-C 유전자의 전사를 유도한다. 반면에 코르티솔은 부신 겉질에서 방출될 때 간세포의 지질막을 통과한 다음(소수성으로 인해 세포막을 직접 통과할 수 있음) 당질코르티코이드 수용체(GR)에 결합한다. 이 수용체는 이량체화되고 코르티솔/당질 코르티코이드 수용체 복합체는 핵으로 전달되어 cAMP 반응요소 결합 단백질(CREB)와 유사한 방식으로 당질 코르티코이드 반응요소(GRE) 영역에 결합하고 유사한 결과(더 많은 PEPCK-C 합성)를 생성한다.
코르티솔과 글루카곤이 함께 작용하면 코르티솔이나 글루카곤이 개별적으로 도달할 수 없는 수준까지 PEPCK-C 유전자를 활성화하여 엄청난 시너지 효과를 낼 수 있다. 세포질의 포스포엔올피루브산 카복시키네이스(PEPCK-C)는 간, 콩팥, 지방 조직에 가장 풍부하게 존재한다.
미국 환경보호청(EPA)과 뉴햄프셔 대학교 간의 공동 연구에서 상업적 폴리브로민화 다이페닐 에터(PBDE) 혼합물인 DE-71이 PEPCK 효소 반응속도론에 미치는 영향을 조사했으며 환경 오염 물질의 생체 내 처리는 프레그난 생체이물 수용체(PXR)의 활성화에 의해 간에서 포도당 대사와 지질 대사를 저해하며 전신의 인슐린 감수성에 영향을 미칠 수 있다는 것을 밝혀냈다.
케이스 웨스턴 리저브 대학교의 연구자들은 쥐의 골격근에서 세포질의 포스포엔올피루브산 카복시키네이스의 과발현이 정상 쥐보다 더 활동적이고 공겨걱이며 더 오래 산다는 것을 발견했다.

### 식물
포스포엔올피루브산 카복시키네이스 (EC 4.1.1.49)는 C4 식물 및 CAM 식물의 무기 탄소 농축 메커니즘에 사용되는 세 가지 탈카복실화효소들 중 하나이다. 나머지 두 효소는 NADP-말산효소와 NAD-말산효소이다. C4 탄소 고정에서 이산화 탄소는 먼저 엽육 세포에서 포스포엔올피루브산과 결합하여 옥살로아세트산을 형성하면서 고정된다. PEPCK-유형의 C4 식물에서 옥살로아세트산은 유관속초 세포로 이동할 수 있는 아스파르트산으로 전환된다. 유관속초 세포에서 아스파르트산은 다시 옥살로아세트산으로 전환된다. 포스포엔올피루브산 카복시키네이스는 유관속초 세포의 옥살로아세트산을 탈카복실화시켜 이산화 탄소를 방출하고, 방출된 이산화 탄소는 루비스코에 의해 고정된다. 포스포엔올피루브산 카복시키네이스에 의해 생성된 각각의 이산화 탄소에 대해 ATP 1분자가 소모된다.
포스포엔올피루브산 카복시키네이스가 미토콘드리아에서 작용하는 것으로 밝혀진 포유류와는 달리 C4 식물에서는 그 작용이 세포질에 국한된다.
포스포엔올피루브산 카복시키네이스는 식물의 여러 다른 부분에서 발견되지만 체관부를 포함한 특정 유형의 세포에서 주로 볼 수 있다.
또한 오이(Cucumis sativus L.)에서 포스포엔올피루브산 카복시키네이스의 수준은 식물 세포의 pH를 감소시키는 것으로 알려진 여러 효과에 의해 증가된다는 것이 발견되었는데 이러한 효과는 식물의 특정 부분에 따라 다르다.
포스포엔올피루브산 카복시키네이스의 수준은 낮은 pH(높은 pH는 아님)에서 염화 암모늄 또는 뷰티르산과 함께 식물에 물을 주었을 때 뿌리와 줄기에서 상승했다. 그러나 포스포엔올피루브산 카복시키네이스의 수준은 같은 조건에서 잎에서는 증가하지 않는다.
잎에서 대기 중 5%의 이산화 탄소(CO2) 함량은 포스포엔올피루브산 카복시키네이스의 풍부도를 높인다.

### 세균
포스포엔올피루브산 카복시키네이스의 역할을 탐구하기 위해 연구자들은 재조합 DNA를 통해 대장균에서 포스포엔올피루브산의 과발현을 일으켰다.
결핵균(Mycobacterium tuberculosis)의 포스포엔올피루브산 카복시키네이스는 사이토카인의 활성을 증가시켜 쥐의 면역계를 자극하는 것으로 나타났다.
그 결과 포스포엔올피루브산 카복시키네이스가 결핵에 대한 효과적인 서브유닛 백신 개발에 적절한 성분이 될 수 있음이 밝혀졌다.

## 임상적 중요성

### 암에서의 활성
포스포엔올피루브산 카복시키네이스는 최근까지 암 연구에서 고려되지 않았다. 사람의 종양 샘플 및 사람의 암세포주(유방암 세포, 결장암 세포 및 폐암 세포)에서 세포질의 포스포엔올피루브산 카복시키네이스(PEPCK-C)가 아닌 미토콘드리아의 포스포엔올피루브산 카복시키네이스(PEPCK-M)이 관련 대사 역할을 하기에 충분한 수준으로 발현되는 것으로 나타났다. 따라서 미토콘드리아의 포스포엔올피루브산 카복시키네이스(PEPCK-M)은 특히 영양소 제한 또는 기타 스트레스 조건의 암세포에서 역할을 할 수 있다.

## 조절

### 사람에서
세포질의 포스포엔올피루브산 카복시키네이스(PEPCK-C)는 많은 요인들에 의해 생산 및 활성화 측면에서 향상된다. PEPCK-C 유전자의 전사는 글루카곤, 당질 코르티코이드, 레티노산 및 아데노신 3',5'-고리형 일인산(cAMP)에 의해 자극되는 반면 인슐린에 의해 억제된다. 이러한 요인들 중에서 제1형 당뇨병의 경우 결핍되는 호르몬인 인슐린은 많은 자극 요소들의 전사를 억제하기 때문에 지배적인 것으로 간주된다. 포스포엔올피루브산 카복시키네이스의 활성은 또한 하이드라진 황산염에 의해 억제되며, 따라서 이러한 억제는 포도당신생합성의 속도를 감소시킨다.
장기간의 산성혈증에서 세포질의 포스포엔올피루브산 카복시키네이스는 더 많은 암모니아(NH3)를 분비하여 더 많은 탄산수소염(HCO3−)을 생성하기 위해 콩팥의 근위세뇨관의 솔가장자리 세포에서 상향조절된다.
포스포엔올피루브산 카복시키네이스의 GTP 특이 활성은 Mn2+ 및 Mg2+를 사용할 수 있을 때 가장 높다. 또한 과반응성 시스테인(C307)은 Mn2+가 활성 부위에 결합하는 데 관여한다.

### 식물에서
앞서 논의한 바와 같이 포스포엔올피루브산 카복시키네이스의 풍부도는 식물에 낮은 pH에서 염화 암모늄과 함께 물을 주었을 때 증가했지만 높은 pH에서는 이러한 효과가 없었다.

## 분류
포스포엔올피루브산 카복시키네이스는 EC 4.1.1로 분류된다. 포스포엔올피루브산 카복시키네이스에는 반응을 유도하는 에너지원으로 구분되는 세 가지 주요 유형이 있다.
- 4.1.1.32 – GTP (PCK1, PCK2)
- 4.1.1.38 – 이인산염
- 4.1.1.49 – ATP